# Stefan Tytor
Stefan Tytor (ur. 19 sierpnia 1910 w Czabarówce, województwo tarnopolskie, zm. po 31 sierpnia 1939) – polski szachista, mistrz miasta Stanisławowa, problemista.
Pochodził z rodziny nauczycielskiej. W latach 1922–1930 uczęszczał do I Państwowym Gimnazjum im. Mieczysława Romanowskiego w Stanisławowie. Po maturze próbował bez powodzenia dostać się na Politechnikę Lwowską i w tej sytuacji w 1931 podjął studia na Wydziale Prawa Uniwersytetu Warszawskiego. Dyplomu uniwersyteckiego nie zdołał uzyskać – przerywał studia kilka razy, m.in. w związku ze służbą wojskową w Szkole Podchorążych Rezerwy Piechoty w Zambrowie (1933) oraz problemami zdrowotnymi (cierpiał na nerwicę). Od 1938 był mieszkańcem Radomia.
Szachami interesował się od czasu nauki gimnazjalnej. U schyłku lat 20. XX wieku był najpierw regularnym czytelnikiem, a potem publicystą kącika szachowego stanisławowskiego „Kuriera”. Zimą 1931/1932 zdobył tytuł mistrza Stanisławowa. Uzyskał w tym okresie II kategorię zawodniczą. W Warszawie występował w turniejach Warszawskiego Towarzystwa Zwolenników Gry Szachowej, a od 1933 także w turniejach Warszawskiego Klubu Szachistów. Po rekomendacji Dawida Przepiórki został w 1933 członkiem Warszawskiego Koła Problemistów. Kilkakrotnie zajmował miejsca na podium imprez organizowanych przez kluby warszawskie, w tym w turniejach dla graczy II kategorii. W 1936 uplasował się na VII-VIII miejscu turnieju eliminacyjnego mistrzostw Polski w Częstochowie.
Cennym osiągnięciem Tytora było zwycięstwo nad Mieczysławem Najdorfem, odniesione w ramach drużynowych mistrzostw Warszawy na przełomie 1936 i 1937. Najdorf uchodził w tym okresie za jednego z najsilniejszych szachistów stolicy.
Od 1935 Tytor redagował dział partii komentowanych w „Biuletynie Szachowym Warszawskiego Okręgowego Związku Szachowego”. Udzielał się także jako popularyzator szachów, występował z symultanami w Stanisławowie, Warszawie i Radomiu, grywał partie „na ślepo”.
Losy Stefana Tytora po wybuchu II wojny światowej nie są znane, prawdopodobnie zginął z rąk niemieckich lub radzieckich.